# Neoseiulus ulatei
Neoseiulus ulatei är en spindeldjursart som beskrevs av Denmark och Evans 1999. Neoseiulus ulatei ingår i släktet Neoseiulus och familjen Phytoseiidae. Inga underarter finns listade i Catalogue of Life.